# Вал-Верде (Каліфорнія)
Вал-Верде (англ. Val Verde) — переписна місцевість (CDP) в США, в окрузі Лос-Анджелес штату Каліфорнія. Населення — 2399 осіб (2020).

## Географія
Вал-Верде розташований за координатами 34°27′2″ пн. ш. 118°40′18″ зх. д. / 34.45056° пн. ш. 118.67167° зх. д. (34.450423, -118.671784).  За даними Бюро перепису населення США в 2010 році переписна місцевість мала площу 6,64 км², уся площа — суходіл.

## Демографія
Згідно з переписом 2010 року, у переписній місцевості мешкало 2468 осіб у 671 домогосподарстві у складі 534 родин. Густота населення становила 371 особа/км².  Було 715 помешкань (108/км²).
Расовий склад населення:
| - 56,9 % — білих - 4,3 % — чорних або афроамериканців - 1,9 % — азіатів - 1,1 % — корінних американців - 29,7 % — осіб інших рас |

До двох чи більше рас належало 6,2 %. Частка іспаномовних становила 61,1 % від усіх жителів.
За віковим діапазоном населення розподілялося таким чином: 28,6 % — особи молодші 18 років, 66,4 % — особи у віці 18—64 років, 5,0 % — особи у віці 65 років та старші. Медіана віку мешканця становила 31,7 року. На 100 осіб жіночої статі у переписній місцевості припадало 102,1 чоловіків;  на 100 жінок у віці від 18 років та старших — 106,1 чоловіків також старших 18 років.
Середній дохід на одне домашнє господарство  становив 82 019 доларів США (медіана — 72 031), а середній дохід на одну сім'ю — 84 234 долари (медіана — 74 063). Медіана доходів становила 49 453 долари для чоловіків та 39 250 доларів для жінок. За межею бідності перебувало 16,8 % осіб, у тому числі 15,5 % дітей у віці до 18 років та 7,2 % осіб у віці 65 років та старших.
Цивільне працевлаштоване населення становило 1301 осіб. Основні галузі зайнятості: освіта, охорона здоров'я та соціальна допомога — 21,2 %, виробництво — 20,1 %, роздрібна торгівля — 11,7 %, науковці, спеціалісти, менеджери — 9,8 %.